# Bouderie
Pour les articles homonymes, voir Bouder et Boudeuse.

Bouderie dans un contexte de loisir.

La bouderie est une diminution nette et soudaine de la qualité de la communication entre une personne et son environnement familial, amical, professionnel ; le boudeur ou la boudeuse s'abandonne à la mauvaise humeur suscitée par une espèce de vexation, souvent sans intention dans l'immédiat de s'en expliquer. 
Par empathie, l'entourage comprend assez rapidement cette affliction, mais peut ne pas aisément identifier sa cause puisque l'individu tend à s'isoler et à refuser toute ouverture de dialogue, toute autre forme de communication. La bouderie peut ainsi se durcir et se prolonger, à la manière d'une colère froide qui se nourrit de tout événement aussi mal vécu. De même, une première réaction de bouderie peut en induire une semblable chez le partenaire, blessé par cette attitude, voire plusieurs dans le groupe familial ou professionnel.
La bouderie a une durée très variable, entre quelques minutes et plusieurs semaines. Elle se caractérise par un certain degré de mutisme, les messages écrits suppléant éventuellement la parole, mutisme lui-même plus ou moins entretenu comme signe ostensible d'une froideur volontairement et longuement maintenue comme traduisant paradoxalement (parce que sans autre étalage) l'ampleur d'un véritable malaise intime. La bouderie est souvent la réaction, en apparence disproportionnée, à une vive blessure d'amour-propre ou fierté, et cesse plus ou moins progressivement quand cette blessure est en voie de cicatrisation, avec une atténuation de la gravité tant de l'incident déclencheur que de ses conséquences immédiates. Ainsi une circonstance commune de bouderie est le cas d'un reproche fait à un enfant, encore démuni tant en capacité de compréhension du cadre du reproche qu'en matière de communication verbale à ce propos.